# Am Markt 9 (Wittenburg)

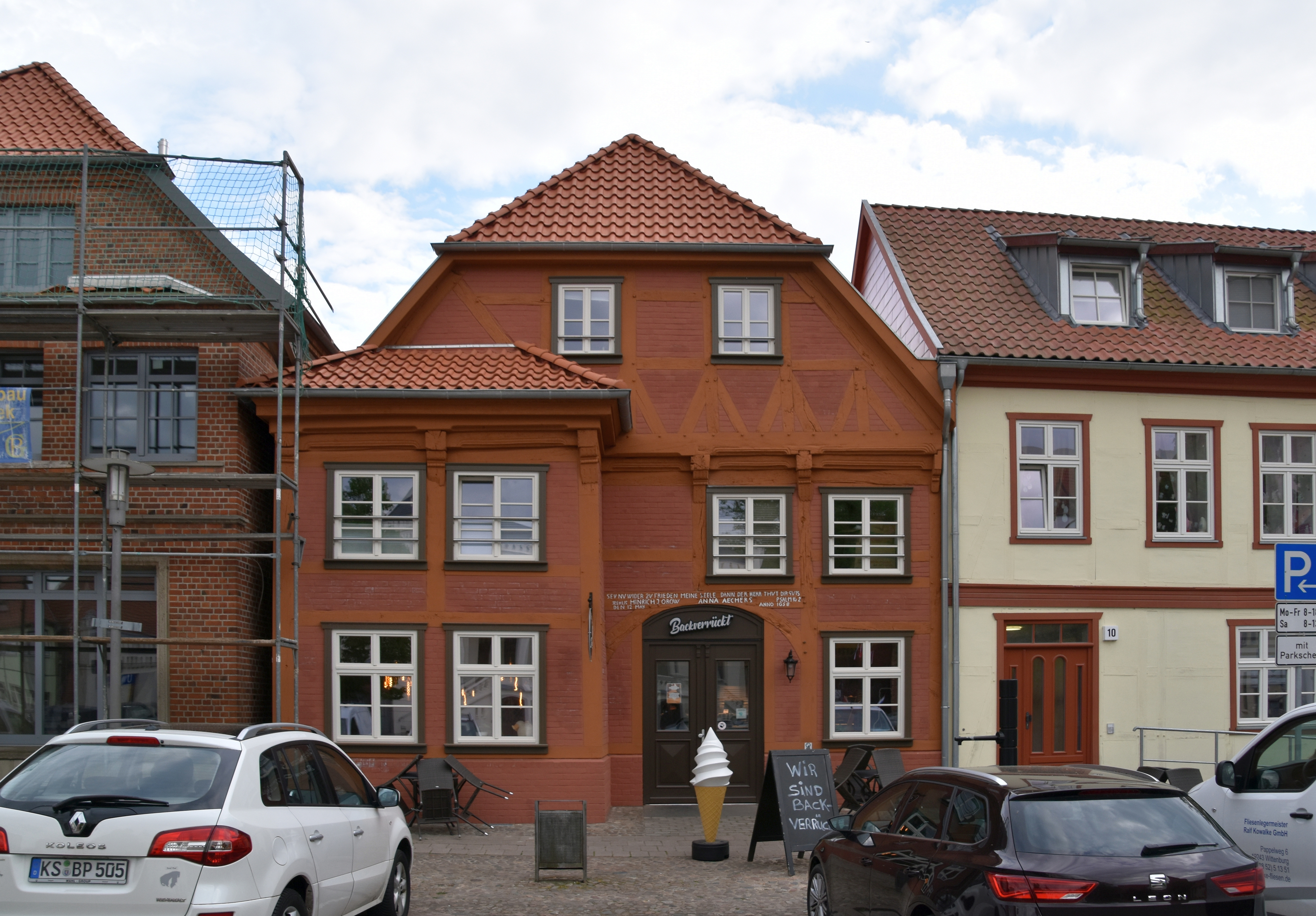
Am Markt 9 (2022)

Das Wohn- und Geschäftshaus Markt 9 in Wittenburg (Mecklenburg-Vorpommern) stammt von 1658.
Das Gebäude steht unter Denkmalschutz.

## Geschichte
Die Stadt Wittenburg mit 6303 Einwohnern (2020) wurde 1194 erstmals als provincie erwähnt und 1230 als civitas (Stadt).
Das zweigeschossige barocke Fachwerk-Giebelhaus mit Ausfachungen aus rotem Ziermauerwerk, einem Krüppelwalmdach und der prägenden zweigeschossigen Utlucht wurde 1656 gebaut und es ist eines der ältesten profanen Bauten der Stadt. Es hat noch, wie viele Fachwerkbauten aus der Zeit, die typischen Konsolen (Knaggen) und Schiffskehlen. Zwischen der Nr. 8 und Nr. 9 stand früher eine Pumpe.
Das Haus wurde im Rahmen der Städtebauförderung saniert. Im Haus ist heute eine Bäckerei.